# Tolypocladium inflatum
Tolypocladium inflatum (anamorfe vorm) en Tolypocladium niveum (teleomorfe vorm) is een schimmel, die behoort tot de orde Hypocreales van de ascomyceten. De teleomorfe vorm is een parasiet van bladsprietkevers. De anamorfe vorm werd voor het eerst in 1969 geïsoleerd uit een Noorweegs grondmonster. De anamorfe vorm komt voor in de grond en op afgevallen blad, vooral in hoger gelegen gebieden met koude grond. Onder bepaalde omstandigheden produceert deze vorm de stof ciclosporine, dat afstotingsverschijnselen onderdrukt na een orgaantransplantatie. Ook wordt ciclosporine gebruikt voor behandeling van auto-immuunziektes zoals multiple sclerose. Hier is echter het risico van zich op langere termijn ontwikkelende ernstige bijwerkingen aanwezig. In 2013 werd vastgesteld door genoom sequencing dat Tolypocladium inflatum n = 7 (6 + 1 kleine) chromosomen heeft en dat het genoom ongeveer 30,45 Mb groot is.
De schimmel kan groeien in met lood vervuilde grond en is in deze grond de meest voorkomende schimmelsoort.

## Naamgeving
De in 1969 in een grondmonster uit Noorwegen gevonden schimmel werd gedetermineerd als Trichoderma polysporum. In 1971 onderzocht de Oostenrijkse mycoloog Walter Gams het monster opnieuw en kwam tot de conclusie dat het om een onbekende schimmel ging die tot de orde van de Hypocreales behoorde. Hij bedacht het nieuwe geslacht Tolypocladium en gaf de schimmel de naam Tolypocladium inflatum W. Gams. Het geslacht wordt gekarakteriseerd door opgezwollen fialiden, weinig vertakte conidioforen en kleine, eencellige conidia in slijmerige hoofdjes. De Canadese mycoloog John Bissett onderzocht in 1983 het schimmelisolaat opnieuw en stelde vast dat het ging om de schimmel Pachybasium niveum, die al eerder was beschreven door Gams. Bissett stelde de naam Tolypocladium niveum voor, waarbij hij de prioriteitsregels van de botanische nomenclatuur volgde. De schimmel was echter al algemeen bekend onder de naam Tolypocladium inflatum en een economische belangrijke schimmel voor de farmaceutische industrie. Daarom werd besloten de naam van de ciclosporine producerende schimmel te conserveren in plaats van eerder gepubliceerde namen.
Kathie Hodge of Cornell University en medewerkers ontdekten in 1996 dat Tolypocladium inflatum de ongeslachtelijke fase was van de onder de naam voorkomende schimmel Cordyceps subsessilis.
 Cordyceps subsessilis werd later ondergebracht in het geslacht Elaphocordyceps, maar omdat volgens de botanische nomenclatuur van ICN van 2011 teleomorfe en anamorfe fasen dezelfde naam moeten hebben werd Cordyceps subsessilis een synoniem van Tolypocladium inflatum.

## Beschrijving
Tijdens de ongeslachtelijke fase, die zowel in de grond als in de kever kan plaatsvinden, worden er op conidioforen met opgezwollen fialiden eencellige, bijna ronde conidiën gevormd. Het mycelium is wit, maar er komen ook mutanten voor met een rood, oranje, en bruin mycelium.
De geslachtelijke fase vindt alleen plaats in en op de geparasiteerde kever als twee conidiën met een verschillend paringstype dezelfde kever infecteren. Het vruchtlichaam is een geelachtig perithecium in een wit stroma.

## Metabolieten productie
Tolypocladium inflatum produceert evenals andere schimmels in de orde Hypocreales biologisch actieve secondaire metabolieten. Twee belangrijke metabolieten zijn ciclosporinen en efrapeptinen. Ciclosporine vertoont insecticidische en fungicidische eigenschappen en onderdrukt afstotingsverschijnselen na een orgaantransplantatie.. Ciclosporine A zou kunnen worden igebruikt bij de behandeling van auto-immuunziekten. Efrapeptinen zijn mitochondriale en prokaryotische ATPase-remmers, die ook insecticidische en fungicidische eigenschappen heeft. Linn en medewerkers ontdekten in 2012 bij bestudering van ruwe extracten van de schimmel zes nieuwe secundaire metabolieten en vier andere chlamydosporol derivaten.